# 奧博季夫卡 (捷爾諾波爾區)
49°37′48″N 26°1′22″E / 49.63000°N 26.02278°E
奧博季夫卡（烏克蘭語：Ободівка），是烏克蘭西部的村莊，由捷爾諾波爾州捷爾諾波爾區的斯科里基市鎮負責管轄，始建於1544年，面積0.75平方公里，2001年人口129，人口密度每平方公里172.5人。